# Sente-Viadukt
Das Sente-Viadukt (italienisch Viadotto Sente), offiziell Viadotto Francesco Paolo Longo, steht in Mittelitalien im Zuge der Strada statale 86 zwischen den Orten Castiglione Messer Marino in der Provinz Chieti in der Region Abruzzen und Belmonte del Sannio in der Provinz Isernia in der Region Molise. Es überbrückt den in einem tief eingeschnittenen Tal fließenden Sente in einer Höhe von 185 m und ist damit die fünfthöchste Brücke Italiens. Seit 2011 ist sie nach Francesco Paolo Longo benannt, einem Arbeiter, der 1974 bei den ersten Erdbaumaßnahmen für die Brücke sein Leben verlor.

## Beschreibung
Das Sente-Viadukt hat zwei Fahrspuren mit beidseitigen Pannenstreifen. Auf der Hauptbrücke sind außerdem zwei durch Leitplanken getrennte schmale Gehwege vorhanden. Die gesamte Länge des Viadukts wird üblicherweise mit 1200 m angegeben, in einer Liste italienischer Brücken werden 1600 m genannt und eine Messung auf Google Earth ergab ca. 1562 m.
Die ca. 640 m lange Hauptbrücke hat vier Öffnungen, davon eine mit einer Spannweite von 200 m. Ihr Überbau besteht aus einem stählernen, gevouteten, im Querschnitt rechteckigen Hohlkasten mit einer auskragenden, 15 m breiten Fahrbahnplatte. Die Stahlbetonpfeiler sind tailliert und an den Ecken abgekantet, was ihnen ein leicht anmutendes Äußeres verleiht. Der größte Pfeiler ist 165 m hoch, gemessen vom Fuß bis zum Hohlkasten. Damit war er bei der Fertigstellung zusammen mit dem Pfeiler des Gorsexio-Viadukts der höchste Brückenpfeiler der Welt, bis er zwei Jahre später von der Kochertalbrücke abgelöst wurde.
An die Hauptbrücke schließen sich an beiden Enden längere Plattenbalkenbrücken mit 9 und 7 Feldern aus den in Italien häufig verwendeten, standardisierten Spannbetonbalken an.
Die Brücke wurde von Vittorio und Sergio Scalesse und Ruggero Gigli geplant. Die Bauarbeiten dauerten von 1974 bis 1977.

## Einstweilige Schließung
Im Juli 2012 ereignete sich ein Autounfall auf der Brücke, bei dem ein Blech einer Dehnungsfuge eine Rolle spielte. Nähere Einzelheiten wurden nicht mitgeteilt.
Im September 2018 wurde die Brücke aus Sicherheitsgründen von der Verwaltung der Provinz Isernia geschlossen. Später wurden für Reparaturmaßnahmen 2 Mio. Euro bereitgestellt. Im Januar 2019 wurde von der Präfektur erläutert, dass es ein Problem mit Pfeiler Nr. 4 gebe, der sich möglicherweise infolge von Setzungen im Untergrund etwas verschoben habe und dadurch die Brückenfelder 4 und 5 nicht mehr exakt an ihrem Platz seien. Ein Termin für die Wiedereröffnung der Brücke könne nicht genannt werden.